# Henry O'Donnell
Henry O'Donnell (Australia, 17 de febrero de 2003) es un jugador profesional australiano de rugby que se desempeña en la posición de centro interior en Western Force, equipo perteneciente a la liga Súper Rugby.

## Carrera
En 2022, O'Donnell se unió al equipo Northern Suburbs RFC (2022-2023), después pasó a Western Force, donde lleva jugando una temporada. También fue parte de la Selección juvenil de rugby de Australia.